# Simsjön, Västergötland
Simsjön är en sjö i Skövde kommun i Västergötland och ingår i Göta älvs huvudavrinningsområde. Sjön är 23,2 meter djup, har en yta på 0,504 kvadratkilometer och befinner sig 271 meter över havet. Vid provfiske har abborre, gädda, mört, röding och siklöja fångats i sjön.

## Om sjön
Simsjön ligger på berget Billingen och är den största sjön på de västgötska platåbergen. Det är en djup och näringsfattig sjö som hotas av försurning och därför kalkas regelbundet.
Sjön har stort värde för friluftslivet med bland annat tre officiella badplatser: Stora badviken, Herrekvarn och Villeviken. Runt sjön finns också gott om sommarstugor och hus för åretruntboende. Här finns också Ryttmästarbostället, en anläggning bestående av ett 15-tal byggnader som beskriver indelningsverkets tid och som drivs som ett museum.
Simsjön är reservvattentäckt för Skövde, Falköping och Skara.

## Delavrinningsområde
Simsjön ingår i det delavrinningsområde som SMHI kallar för Ovan Rämjebäcken. Medelhöjden är 237 meter över havet och ytan är 42,23 kvadratkilometer. Det finns inga delavrinningsområden uppströms utan avrinningsområdet är högsta punkten. Sjöns utlopp går via "Fläskgraven", som år 1639 skall ha sprängts upp av "Ingeborg Gylta" med "eld och fläsk".
Pösan som avvattnar avrinningsområdet har biflödesordning 4, vilket innebär att vattnet flödar genom totalt 4 vattendrag innan det når havet efter 277 kilometer. Delavrinningsområdet består mestadels av skog (38 %), öppen mark (11 %), jordbruk (38 %) och sankmarker (11 %). Avrinningsområdet har 0,51 kvadratkilometer vattenytor vilket ger det en sjöprocent på 1 %.

## Flora och fauna
Vid provfiske har följande fisk fångats i sjön:
- Abborre
- Gädda
- Mört
- Röding
- Siklöja

Bland faunan återfinns även flodkräfta. Karakteristiska växter är strandpryl, strandranunkel och notblomster.